# Suzanne de Court
Suzanne de Court, levde 1600, var en fransk konsthantverkare. 
Hon var verksam som emaljmålare i de berömda emaljmålarverkstäderna i Limoges under tidsspannet 1575 till 1625, och är känd som den enda kvinnan bland dess konstnärer, då hon är den enda som signerade sina verk.